# Petru Enache
Petru Enache (* 27. Februar 1934 in Bozieni, Kreis Neamț; † 17. August 1987) war ein rumänischer Politiker der Rumänischen Arbeiterpartei PMR (Partidul Muncitoresc Român) und ab 1965 PCR (Partidul Comunist Român). Er war unter anderem zwischen 1963 und 1967 Erster Sekretär des ZK der Kommunistischen Jugendunion UTM (Uniunea Tineretului Muncitor) sowie von 1980 bis 1987 Vizepräsident des Staatsrates (Consiliului de Stat).

## Leben
Enache besuchte von 1940 bis 1947 die Elementarschule und zwischen 1949 und 1952 die Metallurgische Berufsschule. Während dieser Zeit trat er 1950 der Jugendorganisation der Arbeiterpartei UTM (Uniunea Tineretului Muncitor) bei und war zwischen 1950 und 1952 Funktionär der UTM an der Metallurgischen Berufsschule. Neben seiner beruflichen Tätigkeit als Eisendreher war er 1952 Instrukteur, Chef der Kadersektion der Pionierschule sowie Chef der Organisationssektion der UTM sowie seit September 1953 Instrukteur der Kadersektion der Mittel- und Pionierschulen, ehe er von 1953 bis 1954 Mitarbeiter des UTM-Komitees im Kreis Iași war. Er war von 1954 bis 1955 Absolvent der Einjährigen Parteischule in Iași und trat im Februar 1955 der  Rumänischen Arbeiterpartei PMR (Partidul Muncitoresc Român) als Mitglied bei. Danach blieb er von 1955 bis Februar 1956 als Assistent am Lehrstuhl für Wirtschaftspolitik an der Einjährigen Parteischule in Iași und war daraufhin seit Februar 1956 Sekretär des UTM-Komitees im Kreis Iași.
Nachdem Enache von 1959 bis 1962 ein Studium an der Parteihochschule „Ștefan Gheorghiu“ sowie 1962 an der Hochschule für Allgemeinbildung absolviert hatte, wurde er 1962 Erster Sekretär des UTM-Komitees im Kreis Iași. Danach übernahm er am 1. November 1963 von Virgil Trofin den Posten als Erster Sekretär des ZK der UTM, aus der 1965 die Kommunistische Jugendunion UTC (Uniunea Tineretului Comunist) hervorging. Diesen Posten bekleidete er vier Jahre lang bis Dezember 1967, woraufhin Ion Iliescu sein Nachfolger wurde. Er wurde auf dem Neunten Parteitag der PCR (19. bis 24. Juli 1965) Kandidat des ZK und bekleidete diese Funktion bis zum 12. August 1969. 1965 wurde er erstmals Mitglied der Großen Nationalversammlung (Marea Adunare Națională) und vertrat in dieser bis 1969 den Wahlkreis Nr. 19 Schitu Duca. Während dieser Zeit wurde er am 21. August 1965 Mitglied des Verfassungsausschusses.
In der Folgezeit war er Erster Vizepräsident des Exekutivkomitees der Volksräte der Gemeinden Rumäniens und fungierte zwischen dem 10. März 1976 und dem 7. März 1978 als Sekretär für Organisation im Stadtparteikomitee von Piatra Neamț. Daraufhin war er vom 7. März 1978 bis zum 21. August 1979 Erster Sekretär des Parteikomitees sowie in Personalunion Präsident des Exekutivkomitees des Volksrates im Kreis Neamț sowie zwischen dem 28. August 1979 und dem 4. November 1980 Erster Sekretär des Parteikomitees sowie in Personalunion Präsident des Exekutivkomitees des Volksrates im Kreis Iași. Auf dem Zwölften Parteitag der PCR (19. bis 23. November 1979) wurde er zum Mitglied des ZK gewählt, dem er bis zu seinem Tode am 17. August 1987 angehörte. 
Am 1. April 1980 wurde Enache auch Vizepräsident des Staatsrates (Consiliului de Stat), des kollektiven Gremiums, das den Staatspräsidenten stellte, und übte diese Funktion ebenfalls bis zu seinem Tode 1987 aus. 1980 wurde er abermals Mitglied der Großen Nationalversammlung, in der er nunmehr bis 1985 den Wahlkreis Nr. 3 Iași-Socola sowie im Anschluss bis zu seinem Tode 1987 den Wahlkreis Nr. 1 Târgu Jiu vertrat. Während dieser Zeit war er vom 1. April 1980 bis 1985 auch Mitglied des Parlamentsausschusses für Land-, Forst- und Wasserwirtschaft. Im März 1981 wurde er Kandidat des Politischen Exekutivkomitees des ZK der PCR und gehörte diesem Gremium bis zu seinem Tode im März 1987 an. Auf dem Dreizehnten Parteitag der PCR (19. bis 22. November 1984) wurde er zudem Mitglied des Sekretariats des ZK der PCR und gehörte auch diesem Gremium bis zu seinem Tode am 17. August 1987 an.

### Ehrungen und Auszeichnungen
Für seine langjährigen Verdienste wurde Enache mehrfach ausgezeichnet und erhielt unter anderem 1959 den Orden der Arbeit Dritter Klasse (Ordinul Muncii), 1964 den Stern der Sozialistischen Republik Rumänien Vierter Klasse (Ordinul Steaua Republicii Socialiste România), 1966 den Orden Tudor Vladimirescu Vierter Klasse (Ordinul Tudor Vladimirescu), 1966 die Medaille der Arbeit (Medalia Muncii), 1967 den Orden der Arbeit Zweiter Klasse, 1974 den Orden 23. August Vierter Klasse (Ordinul 23. August), 1979 den Orden 23. August Dritter Klasse sowie 1984 den Orden der Arbeit Erster Klasse.